# کیم سون-آه
 کیم سون-آه (به کره‌ای:김선아 به انگلیسی: Kim Sun-ah) (زاده ۱ اکتبر ۱۹۷۳ - دئگو) بازیگر در کره جنوبی است.
او به دلیل بازی در در مجموعه تلویزیونی سام سون شناخته شد.
از فیلم‌های معروف او می‌توان به بازی در فیلم عملیات کرومیت اشاره کرد.